# Chef surintendant
Pour les articles homonymes, voir Surintendant.
Le rang de chef surintendant (anglais : Chief superintendent), ou surintendant principal, est un rang supérieur dans plusieurs forces policières, notamment celles suivant le modèle britannique.

## Chef surintendant par pays

### Épaulettes par pays

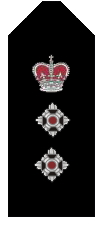
Police de l'Australie-Méridionale (en).
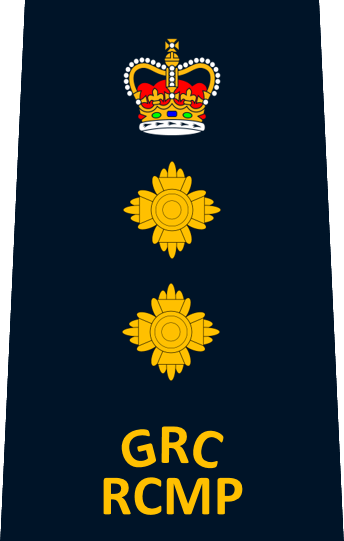
Gendarmerie royale du Canada.
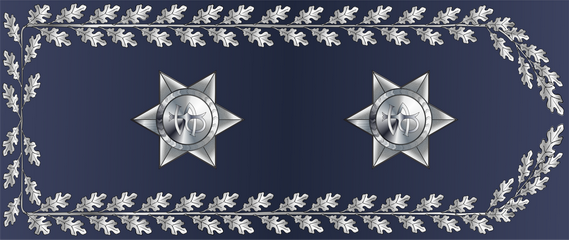
Polícia de Segurança Pública (Portugal).
Police britannique.
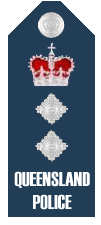
Service policier du Queensland (en) (Australie).
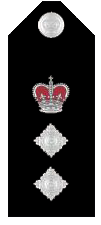
Police du Victoria (en) (Australie).
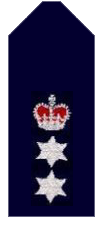
New South Wales Police Force (Australie).
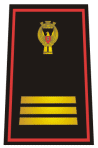
Police nationale italienne.